# Altos Hornos Zapla
Altos Hornos Zapla is een plaats in het Argentijnse bestuurlijke gebied Palpalá in de provincie Jujuy. 